# Maciej Krężel
Maciej Krężel (ur. 27 sierpnia 1991 w Katowicach) – polski narciarz alpejski, paraolimpijczyk, występujący w konkurencjach dla osób niewidomych i niedowidzących z przewodniczką Anną Ogarzyńską. Zawodnik klubu Start Katowice.
Urodził się z wadą wzroku, wzrok stracił całkowicie w wieku 20 lat z powodu odwarstwienia siatkówki. Narciarstwo zaczął w wieku 3 lat za sprawą jego ojca, który zaangażował go w ten sport. Największym sukcesem jest piąte miejsce w slalomie podczas igrzysk w Soczi. Na tych samych igrzyskach został wybrany na chorążego reprezentacji podczas ceremonii otwarcia.
Jego zainteresowaniem jest wakeboarding, z którym łączy treningi, a idolem – Bode Miller.
Ukończył V Liceum Ogólnokształcące im. Jana Zamoyskiego w Dąbrowie Górniczej. Z Anną Ogarzyńską współpracuje od 2008 r.

## Osiągnięcia sportowe
Krężel jest zdobywcą Pucharu Europy 2013/2014 w slalomie i slalomie gigancie. Bierze udział także w zawodach Pucharu Świata. Wystąpił na Igrzyskach Paraolimpijskich w Vancouver (2010) oraz mistrzostwach świata (2009, 2013).

### Igrzyska paraolimpijskie
| Miejsce | Dzień    | Rok  | Miejscowość | Konkurencja     | Czas biegu | Strata | Zwycięzca           |
| ------- | -------- | ---- | ----------- | --------------- | ---------- | ------ | ------------------- |
| 8.      | 15 marca | 2010 | Vancouver   | Slalom          | 1:56,81    | +10,99 | Jakub Krako         |
| 9.      | 17 marca | 2010 | Vancouver   | Slalom gigant   | 2:57,66    | +15,67 | Jakub Krako         |
| –       | 9 marca  | 2014 | Soczi       | Slalom gigant   | DSQ        | DSQ    | Walerij Redkozubow  |
| 5.      | 13 marca | 2014 | Soczi       | Slalom          | 1:49,94    | +6,73  | Walerij Redkozubow  |
| 5.      | 14 marca | 2014 | Soczi       | Kombinacja      | 2:22,58    | +6,71  | Walerij Redkozubow  |
| 9.      | 15 marca | 2014 | Soczi       | Slalom gigant   | 2:42,64    | +13,02 | Mac Marcoux         |
| 8.      | 10 marca | 2018 | Pjongczang  | Zjazd           | 1:38,25    | +14,32 | Mac Marcoux         |
| 12.     | 11 marca | 2018 | Pjongczang  | Supergigant     | 1:38,14    | +12,03 | Jakub Krako         |
| 6.      | 13 marca | 2018 | Pjongczang  | Superkombinacja | 2:26,95    | +12,73 | Miroslav Haraus     |
| 10.     | 14 marca | 2018 | Pjongczang  | Slalom gigant   | 2:26,43    | +15,92 | Giacomo Bertagnolli |
| 6.      | 17 marca | 2018 | Pjongczang  | Slalom          | 1:44,13    | +8,01  | Giacomo Bertagnolli |